# NGC 379
NGC 379 é uma galáxia lenticular (S0) localizada na direcção da constelação de Pisces. Possui uma declinação de +32° 31' 13" e uma ascensão recta de 1 horas, 07 minutos e 15,7 segundos.
A galáxia NGC 379 foi descoberta em 12 de Setembro de 1784 por William Herschel.